# Dominik Windisch
Dominik Windisch, född 6 november 1989, är en italiensk skidskytt som ingick i de italienska lag som vann brons i stafetten vid OS 2014.